# Gašnica
Gašnica (cyr. Гашница) – wieś w Bośni i Hercegowinie, w Republice Serbskiej, w gminie Gradiška. W 2013 roku liczyła 324 mieszkańców.